# Acer coccineum
Acer coccineum é uma espécie de árvore do gênero Acer, pertencente à família Aceraceae.